# 힌디-우르두어 문법
힌디-우르두어 문법(-文法)은 힌디어와 우르두어의 문법이다. 이 두 언어는 본래 하나의 언어에서 갈라진 언어들이며, 주로 기록 문자와 사용하는 어휘에서 차이를 보인다. 그러나 두 언어의 문법적 차이는 근소한 수준이므로, 하나의 문서에서 두 언어의 문법을 묶어서 다루기로 한다.

## 형태론

### 명사
힌디어와 우르두어의 명사는 두 개의 문법적 성(남성/여성), 두 종류의 수(단수/복수), 세 종류의 격(직격, 사격, 호격)을 구별한다. 명사의 곡용은 규칙적으로 이루어지는데, 곡용의 방법에 따라 성마다 두 종류의 명사군(1군과 2군)을 구별하여 총 4종류의 곡용이 존재한다. 1군과 2군의 가장 중요한 차이점은 2군 명사는 단수 직격에서 별도의 어미 변화를 취하지 않는다는 것(남성 2군과 여성 2군 공히)이다. 각 군에 대한 명사의 곡용 패러다임은 다음과 같다.
|      |      | 단수         | 단수         | 복수 | 복수 | 복수 |
| 직격 | 사격 | 직격         | 사격         | 호격 |      |      |
| ---- | ---- | ------------ | ------------ | ---- | ---- | ---- |
| 남성 | 1군  | -ā           | -e           | -e   | -õ   | -o   |
| 남성 | 2군  |              |              |      | +õ   | +o   |
| 여성 | 1군  | -ī, -i, -iyā | -ī, -i, -iyā | -iyā̃ | -iyõ | -iyo |
| 여성 | 2군  |              |              | +ẽ   | +õ   | +o   |

이상에서 '+' 표시는 무표 형태에 해당 음소를 첨가한다는 뜻이다.

### 형용사
힌디어와 우르두어의 형용사는 곡용하는 형용사(1군)와 곡용하지 않는 형용사(2군)로 나뉜다. 곡용하지 않는 형용사는 피수식 명사에 따라 그 형태가 바뀌지 않으며, 곡용하는 형용사는 피수식 명사의 문법적 범주에 따라 특징적인 어미 변화를 한다. 각 군에 대한 형용사의 곡용 패러다임은 다음과 같다.
|     |      | 직격 단수 | 기타 모든 경우 |
| --- | ---- | --------- | -------------- |
| 1군 | 남성 | -ā        | -e             |
| 1군 | 여성 | -ī        | -ī             |
| 2군 |      |           |                |

### 대명사
힌디어와 우르두어의 대명사는 인칭대명사, 지시대명사, 관계대명사, 의문대명사로 나뉜다. 인칭대명사는 1인칭, 2인칭으로 나뉘고, 지시대명사는 3인칭 대명사를 겸하여 사용되는데, 근칭과 원칭으로 나뉜다. 인칭대명사는 성을 구별하지 않으며, 2인칭에서는 화자와 청자의 관계에 따라 다른 대명사를 사용한다. 표로 정리하면 다음과 같다.
|       | 인칭대명사 | 인칭대명사 | 인칭대명사 | 인칭대명사 | 인칭대명사 | 지시대명사 | 지시대명사 | 지시대명사 | 지시대명사 | 관계대명사 | 관계대명사 | 의문대명사 | 의문대명사 |
| 1인칭 | 1인칭      | 2인칭      | 2인칭      | 2인칭      | 3인칭      | 3인칭      | 3인칭      | 3인칭      |            | 관계대명사 | 관계대명사 | 의문대명사 | 의문대명사 |
| 단수  | 복수       | 단수       | 복수       | 복수       | 근칭       | 근칭       | 원칭       | 원칭       |            | 관계대명사 | 관계대명사 | 의문대명사 | 의문대명사 |
| 단수  | 복수       | 친칭       | 친칭       | 경칭       | 단수       | 복수/경칭  | 단수       | 복수/경칭  | 단수       | 복수       | 단수       | 복수       |            |
| ----- | ---------- | ---------- | ---------- | ---------- | ---------- | ---------- | ---------- | ---------- | ---------- | ---------- | ---------- | ---------- | ---------- |
| 직격  | mãĩ        | ham        | tū         | tum        | āp         | ye         | ye         | vo         | vo         | jo         | jo         | kaun, kyā  | kaun, kyā  |
| 사격  | mujh       | ham        | tujh       | tum        | āp         | is         | in         | us         | un         | jis        | jin        | kis        | kin        |
| 여격  | mujhe      | hamẽ       | tujhe      | tumhẽ      | āp ko      | ise        | inhẽ       | use        | unhẽ       | jise       | jinhẽ      | kise       | kinhẽ      |
| 속격  | merā       | hamārā     | terā       | tumhārā    | āp kā      | is kā      | in kā      | us kā      | un kā      | jis kā     | jin kā     | kis kā     | kin kā     |
| 능격  | mãĩ ne     | ham ne     | tū ne      | tum ne     | āp ne      | is ne      | inhõ ne    | us ne      | unhõ ne    | jis ne     | jinhõ ne   | kis ne     | kinhõ ne   |

### 지시사, 의문사, 관계사
일반적인 지시대명사, 의문대명사, 관계대명사에 대해서는 이상의 '대명사'에서 다루었다. 여기서는 그 밖의 지시사, 의문사, 관계사를 다룬다.
|      | 의문사      | 관계사 | 지시사 | 지시사 |
| 근칭 | 의문사      | 관계사 | 원칭   |        |
| ---- | ----------- | ------ | ------ | ------ |
| 시간 | kab         | jab    | ab     | tab    |
| 장소 | कहाँ (kahā̃)   | jahā̃   | yahā̃   | vahā̃   |
| 장소 | kidhar      | jidhar | idhar  | udhar  |
| 양   | कितना (kitnā) | jitnā  | itnā   | utnā   |
| 질   | कैसा (kaisā)  | jaisā  | aisā   | vaisā  |
| 수단 | कैसे (kaise)  | jaise  | aise   | vaise  |

### 후치사
힌디어와 우르두어는 한국어의 조사 체계와 비슷한 후치사 체계를 갖고 있다. 격을 표지하는 후치사도 있는데, 이들은 굴절 접사라기에는 독립성이 너무 강하여 교착적 접사인 후치사로 따로 분류한 것이다. 후치사는 일반적으로 사격을 지배한다. 주요 후치사를 나열하면 다음과 같다.
- का (kā) – 속격 표지 후치사. 명사를 수식함에 따라 형용사처럼 곡용하기도 한다. 즉, <X> + <का (kā)/ के (ke)/ की (kī)> + <Y> 형태는 '<X><의><Y>'가 되는 것이다.[2]
- को (ko) – 여격 표지 후치사. 주로 간접 목적어에 쓰이며, 한정적인 경우 직접 목적어에도 쓰인다.[5]
- ne – 능격 표지 후치사.
- से (se) – 탈격 표지 후치사. 아주 다양한 의미로 쓰인다.
- में (mẽ) – '-의 안에'.
- पर (par) – '-의 위에'.
- तक (tak) – '-까지'.

### 동사

#### 개관
힌디어와 우르두어의 동사 체계는 기타의 많은 인도유럽어족의 언어들과 유사하게 몇 가지의 시제, 상, 법, 태 등을 표현할 수 있는 포괄적인 활용의 체계로 짜여 있다. 이에 덧붙여 힌디어와 우르두어에서는 동사의 특수한 활용으로 존칭을 표현하는 방법이 유럽 지역의 인도유럽어와는 다르게 다양하게 발달되어 있는데, 이는 인도 지역의 많은 인도아리아어들도 공유하는 특성이다.
힌디어와 우르두어의 시제는 과거, 현재, 미래의 셋이 있고, 상은 크게 진행상, 완망상(perfective aspect), 습관상(habitual aspect)으로, 법은 직설법, 명령법, 접속법, 추정법, 반사실법(contrafactual) 등으로 나뉜다. 그러나 이러한 요소들에 시제, 상, 법에 따라 정확하게 독립적으로 구분되는 형태가 대응하는 것은 아니며, 이러한 구분은 다양한 동사의 활용 형태에서 역으로 추출한 것이다. 태로는 능동태와 수동태가 있다.
동사에서 형용사와 유사하게 성과 수에 따라 굴절하는 분사 형태를 만들 수 있다. 습관상은 미완료분사의 형태에서 비슷하게 유도할 수 있다. 진행상은 '머무르다'라는 뜻의 동사 'rahnā'를 복합적으로 이용하여 표현된다. 계사(copula)로 사용되는 동사인 'honā'는 현재, 과거, 접속법, 추정법, 반사실법의 다섯 가지 굴절 형태를 갖는데, 이를 복합적으로 이용해 기타 동사의 문법요소를 표현하기도 한다.
실제의 동사 형태는 크게 상이 표현되는 형태(aspectual)와 그렇지 않은 형태의 2가 분류에 한정형태(finite forms)와 비한정형태(non-finite forms)의 2가 분류를 합쳐 4가지로 나눌 수 있다. 한정동사의 경우 통상 주격 주어에 동사를 일치시키는데, 타동사의 완료형을 표현할 경우는 직격 목적어에 동사를 일치하며 이때 주어는 능격 후치사 '-ne'를 취한다. 즉, 힌디어와 우르두어는 제한적인 능격성을 보이는 분열 능격 체계의 언어이다.
이하의 표는 아래의 '활용 형태'에서 사용되는 형용사적(A) 및 인칭(P) 접사를 나타낸다.
| (A)  | 단수 | 복수  |
| ---- | ---- | ----- |
| 남성 | -ā   | -e    |
| 여성 | -ī   | -ī( ̃) |

| (P)  | 1인칭 | 2인칭 | 3인칭 |
| ---- | ----- | ----- | ----- |
| 단수 | -ū̃    | -e    | -e    |
| 복수 | -ẽ    | -o/ẽ  | -ẽ    |

#### 활용 형태
이하의 표는 동사의 활용 형태를 구체적으로 나열한 것이다. 예로 사용되는 동사 'dauṛnā'는 '달리다'라는 뜻이며, 모두 3인칭 담성 단수 기준이다. 이상의 A와 P의 표에 나온 접사들이 필요할 경우도 표시하였다. (P = e, A = ā)
| 어근             | *           | dauṛ        |
| 부정사/ 동명사   | *-n-ā       | dauṛnā      |
| 부정사 사격      | *-n-e       | dauṛne      |
| 접속법           | * kar       | dauṛ kar    |
| 동작주형/ 예정형 | *-n-e vāl-A | dauṛne vālā |

| 완망상   | *-A (hu-A)   | dauṛā (huā)  |
| 비완망상 | *-t-A (hu-A) | dauṛtā (huā) |

| 미완망상 | *-t-e (hu-e) | dauṛte hue |

| 부정미래    | *-P     | dauṛe    |
| 구체적 미래 | *-P g-A | dauṛe gā |

| 아주 친밀한 대상 | *        | dauṛ       |
| 친밀한 대상      | *-o      | dauṛo      |
| 예의를 갖춘 표현 | *-iye    | dauṛiye    |
| 공손한 표현      | *-nā     | dauṛnā     |
| 아주 공손한 표현 | *-iye gā | dauṛiye gā |

|           |          | 완망상      | 습관상       | 진행상          |
| --------- | -------- | ----------- | ------------ | --------------- |
| *-A       | *-t-A    | * rah-A     |              |                 |
| 현재 시제 | h-?      | dauṛā hai   | dauṛtā hai   | dauṛ rahā hai   |
| 과거 시제 | th-A     | dauṛā thā   | dauṛtā thā   | dauṛ rahā thā   |
| 접속법    | ho-P     | dauṛā ho    | dauṛtā ho    | dauṛ rahā ho    |
| 추정법    | ho-P g-A | dauṛā ho gā | dauṛtā ho gā | dauṛ rahā ho gā |
| 반사실법  | ho-t-A   | dauṛā hotā  | dauṛtā hotā  | dauṛ rahā hotā  |
| 미정형    |          | dauṛā       | dauṛtā       |                 |

##### 불규칙동사
힌디어와 우르두어의 동사는 거의가 규칙적으로 활용되나 약간의 불규칙동사가 있기는 하다. 이를 전부 나열하면 다음과 같다.
| 어근         | 완망상 어간[10] | 명령법[11] | 명령법[11] | 접속법 어간[12] |
| 어근         | 완망상 어간[10] | 친밀       | 예의       | 접속법 어간[12] |
| ------------ | --------------- | ---------- | ---------- | --------------- |
| ho- (계사)   | hu-             |            |            |                 |
| jā- (가다)   | ga-             |            |            |                 |
| kar- (하다)  | ki-             |            | kījie      |                 |
| de- (주다)   | di-             | do         | dījie      | d-              |
| le- (얻다)   | li-             | lo         | lījie      | l-              |
| pī- (마시다) |                 |            | pījie      |                 |

##### 수동태
수동태 활용은 해당 동사의 완료분사와 동사 'jānā(가다)'를 결합해 복합적으로 이루어진다. 예를 들면 'likhnā(쓰다)' → 'likhā jānā(쓰이다)'와 같다. 수동태 문장에서 동작주는 후치사 'se'로 표현하면 된다. 일반적으로 타동사만이 수동태 구조로 쓰일 수 있는 영어와 달리 힌디어와 우르두어에서는 자동사도 수동태 활용을 할 수 있다. 이 경우 주로 어떤 수동적 의미나 의도적이지 않은 사건의 발생을 표현하기 위한 것이다.

## 통사론
힌디어와 우르두어의 어순은 일반적으로 SOV(주어-목적어-동사)이다. 그러나 통사론적 분지로 보면 순수히 좌분지나 우분지만 하는 것은 아니며, 양쪽 현상이 모두 나타난다. 문장 내에서 배열되는 문법요소의 순서를 통제하는 엄격한 규칙은 없으며, 대략적인 순서는 다음과 같다.
1. 간접 목적어는 직접 목적어의 앞에 놓인다.
2. 한정 형용사는 수식하는 명사의 앞에 놓인다.
3. 부사는 수식하는 형용사의 앞에 놓인다.
4. 부정(否定) 표지와 의문사는 동사의 앞에 놓인다.
5. 문장 내에서 부정 표지와 의문사가 다 나타날 경우, 의문사는 부정 표지 앞에 놓인다.
6. 가부의문문 표지로서 'kyā'는 절의 처음에 놓인다.

### 소유 표현
힌디어와 우르두어에서, 한국어에서 '-에 -가 있다' 문형, 영어에서 'have' 동사로 표현하는 소유 표현을 표현하는 수단은 속격의 'kā'나 후치사 'ke pās'와 동사 'honā'를 조합하는 것이다.

## 같이 보기
- 우르두어
- 힌디어
- 우르두 문자
- 데바나가리 문자

## 참고 문헌
- Masica, Colin (1991), The Indo-Aryan Languages, Cambridge: Cambridge University Press, ISBN 9780521299442.
- Schmidt, Ruth Laila (2003), "Urdu", in Cardona, George; Jain, Dhanesh, The Indo-Aryan Languages, Routledge, pp. 286–350, ISBN 9780415772945.
- McGregor, Ronald Stuart (1995), Outline of Hindi Grammar (third ed.), Oxford: Clarendon Press, ISBN 0198700083.
- Shapiro, Michael C. (2003), "Hindi", in Cardona, George; Jain, Dhanesh, The Indo-Aryan Languages, Routledge, pp. 250–285, ISBN 9780415772945.
- Snell, Rupert; Weightman, Simon (1989), Teach Yourself Hindi (2003 ed.), McGraw-Hill, ISBN 9780071420129.
- 김우조, 《힌디어 입문》, 삼지사, 2009.
- 노영자 편역, 《기초 힌디》, 부산외국어대학교 출판부, 1998.